# Льотчики
«Льотчики» (інша назва: «Окрилені люди») — радянський художній фільм, знятий в 1935 році режисером Юлієм Райзманом на кіностудії «Мосфільм».

## Сюжет
Льотчик Сергій Бєляєв, проявляючи молодецтво, розбиває довірений йому літак. Учениця льотної школи Галя Бистрова, якій подобається Бєляєв, на жаль, прагне його наслідувати і в повітрі. Пізніше, почувши мудрих порад начальника Рогачова, вони стають досвідченими пілотами. Бистрова отримує призначення на Памір, а закоханий в неї Рогачов відправляється на Сахалін.

## У ролях
- Іван Коваль-Самборський —  Сергій Бєляєв, командир авіазагону
- Євгенія Мельникова —  Галя Бистрова, учениця льотної школи
- Олександр Чистяков —  Іван Матвійович Хрущов, старший механік
- Борис Щукін —  Рогачов, начальник авіашколи
- Володимир Лепко —  перукар
- Микола Трофімов — керівник танцювального гуртка
- Зоя Федорова —  медсестра
- Інна Федорова —  льотчиця
- Микола Хрящиков — епізод
- Варвара Рижова — Пахомівна
- Іван Кобозєв — Кобозєв, льотчик
- Григорій Левкоєв — епізод
- Борис Чукаєв — епізод

## Знімальна група
- Автор сценарію: Олександр Мачерет
- Режисер: Юлій Райзман
- Співрежисер: Григорій Левкоєв
- Оператор: Леонід Косматов
- Художник: Г. Гривцов
- Композитор: Микола Крюков
- Звукооператор: В. Богданкевич
- Звукооформлювач: В. Ладигіна